# Flag Football
Flag Football este o variantă a fotbalului american în care, în loc să placheze jucătorii și să-i doboare la pământ, echipa defensivă trebuie doar să îndepărteze un steguleț sau o centură de la posesorul mingii (deflaging) pentru a pune capăt unei faze. Contactul este limitat între jucători. Sportul are un număr mare de amatori, mai multe competiții naționale și internaționale în fiecare an fiind sponsorizate de diverse asociații. Este cel mai popular între jucători în America, unde a fost inventat. Organismul internațional de conducere al sportului este Federația Internațională de Fotbal American⁠(d) (IFAF). În 2022, Flag Football a fost selectat ca eveniment discreționar propus pentru Jocurile Olimpice de vară din 2028 de la Los Angeles, incluziunea fiind acceptată pe 16 octombrie 2023.